# Pueblo newar

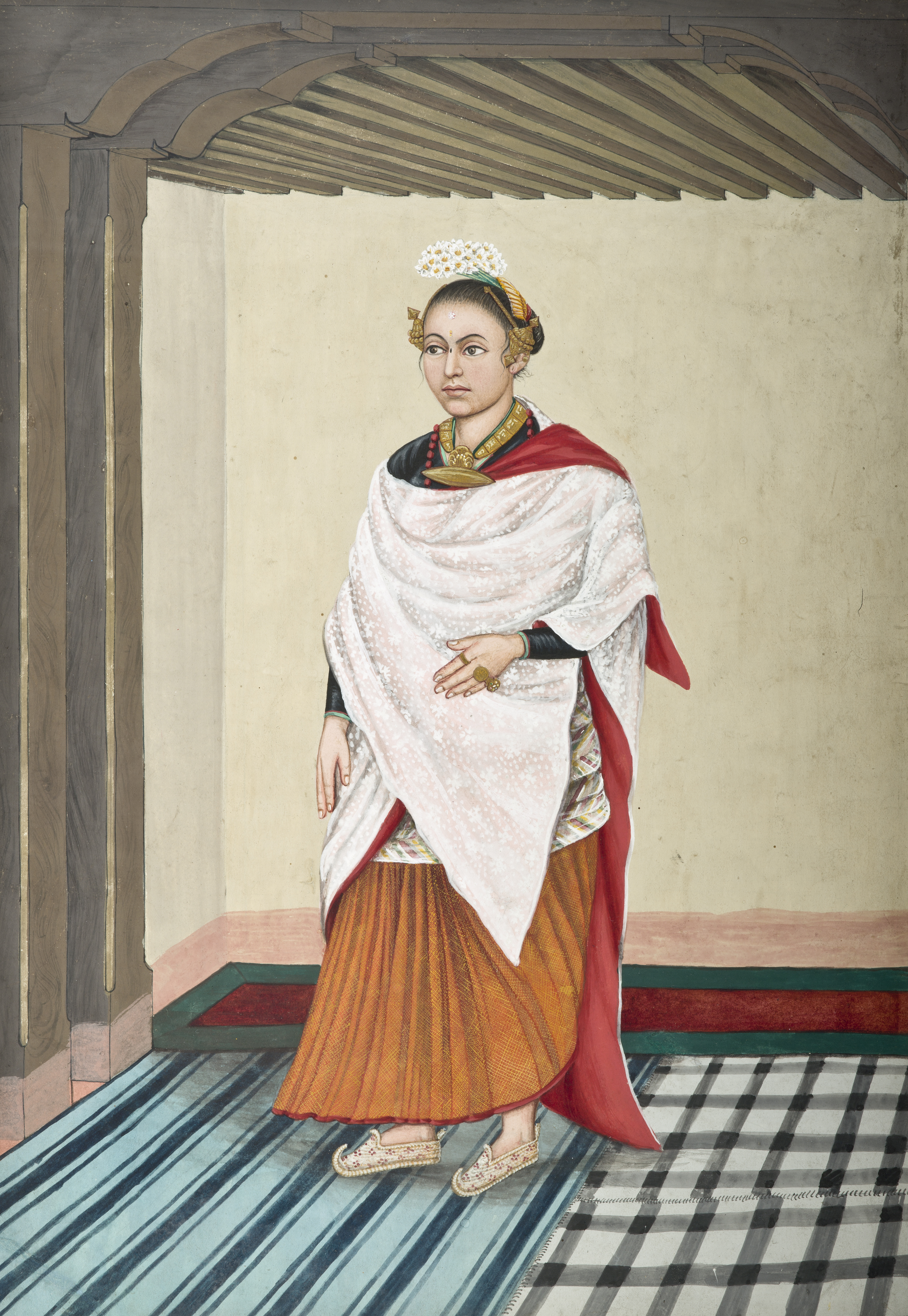
Una mujer Newar

El pueblo newar (autónimo: newa) es un pueblo que vive en el valle de Katmandú en Nepal. Desde épocas antiguas el valle y su zona aledaña han sido conocidos como Nepal Mandala.
Los newars han vivido en Nepal Mandala desde tiempos prehistóricos, y los inmigrantes que han llegado en diferentes períodos de su historia se han mezclado con la población local adoptando su lenguaje y costumbres. Los newars son una comunidad lingüística y cultural en su mayor parte tibetanos-birmanos con algunos aportes de etnias indoarias. Los estudiosos han descripto a los Newars como una nación.
Existe consenso entre los estudiosos que los Newar prehistóricos estaban originalmente relacionados con el antiguo pueblo Kirat. Herramientas de la Edad de Piedra de Kirat halladas por el Dr. A.Y. Shetenko (Leningrad Institute of Archaeology) se remontan más de 30,000 años, siendo consistentes con herramientas prehistóricas excavadas en el Desierto de Gobi y Yunnan en China.
Según el censo oficial del año 2001, en Nepal existe una población de 1,245,232 Newars siendo por su tamaño el sexto grupo étnico, representando al 5.48% de la población.